# おねだりマスカットDX!
『おねだりマスカットDX!』（おねだりマスカット デラックス）は、テレビ東京系列ほかで放送されていた深夜のバラエティ番組。略称は「おねマスDX」。テレビ東京では2010年10月6日から2011年9月28日まで、毎週水曜 26:20 - 26:50に放送。

## 概要
『おねがい!マスカット』『おねだり!!マスカット』『ちょいとマスカット!』に続く「マスカット」シリーズの第4弾。初代リーダーの蒼井そらをはじめとする5人のメンバーが本番組で復帰し（第38回放送にて、かすみりさと入れ替わる形で佐山愛が復帰）、200人もの応募の中から合格した2人が恵比寿マスカッツ「5期生」として、さらに2011年4月から5人が「6期生」として、2011年7月には1人が新たに加入した。番組のコンセプトは「元気でキュートでちょっぴりセクシーな女の子を集めたパワーのあるアイドルバラエティ」。
番組配信・幹事局はテレビ東京であるが、シリーズを通して番組制作には関与していない。また、前作『ちょいとマスカット!』までは画面比率4:3の標準画質収録であったため、両サイドに番組オリジナルのパネルが装飾されていたが、本番組でハイビジョン収録に切り替わった。
番組は1年で同タイトルでの放送を終了。2011年10月5日からは『おねだりマスカットSP!』と題して放送された。
なお前作に引き続いて蝶をイメージした名札と桃と青、黄と緑の衣装を着て登場した。なお42,43回は水着で出演した。

## 出演者

### MC
- 小木博明、矢作兼（おぎやはぎ）

### アシスタントMC
- 大久保佳代子(オアシズ　第3回、4回のみ欠席)

### アシスタント代理MC
- 堀内健（ネプチューン　大久保の代理で第3回、4回に出演）

### 恵比寿マスカッツ
番組外活動に関しては恵比寿マスカッツを参照。
おねだりマスカットSPに引き続き出演
- 蒼井そら、麻美ゆま、小川あさ美、佐山愛、西野翔、初音みのり、吉沢明歩、Rio、安藤あいか、希崎ジェシカ、桜木凛、小倉遥、川村えな、永作あいり、山口愛実、希志あいの、瑠川リナ、児玉菜々子、 凛々果→ 福西菜月[1]、山中絢子、栗山夢衣、里美ゆりあ

中途降板者(降板順)
- 渚ことみ、一条真央、永瀬ゆみ、林田ゆりあ、園田真紀、横山美雪、天海つばさ、ましろ杏、原田明絵、かすみりさ(卒業)、源みいな、織井遙菜（卒業）

### スカットテレフォン・ゲスト
- 安西義裕(ガッツエンターテイメント副社長)、有吉弘行

### ゲスト
- 松崎某（スタジオ管理人(元パイロット)、ダメまね王決定戦）、セノさん（セネガル人の仕掛け人、クイズ横山さん）、トミドコロ（亀甲縛り切断式、ダメまね王決定戦）、綾小路翔、原田記者(ザ・テレビジョン)、伊藤記者(スポニチ）、松本記者（TV LIFE)、守安記者（hi ｖｉ）

## コーナー
ホームルーム
オープニングコーナーとして全員参加で行われる。マスカッツの活動情報を紹介したり、小木がマスカッツの気になるブログの内容について注意、警告を与えたりする。
麻美ゆま涙のリサイタル
麻美によるリサイタル。司会は小木と織井。涙の歌姫による麻美の歌の他、白々しい寸劇が演じられ、観客（矢作、大久保、マスカッツ）を困惑させた。第2回放送では番組リニューアル記念として涙のリサイタル秋公演を、第30回放送では1stアルバム発売記念として涙のリサイタル春公演を開催した。
口喧嘩王決定戦
楽屋でのマスカッツメンバーの揉め事がお題となり、マスカッツメンバーが口喧嘩を繰り広げた。放送禁止による反則、言葉に詰まる、笑う、相手に暴力を振るったら負けとなる（小木審判の判定により勝敗が決まる）。第3回放送での対戦は、山口対小倉、かすみりさ対麻美、小川対Rio、希志対西野であった。

織井・ベストテン
織井が独断で「前口上を気持ちよく言える曲」を選び、『ザ・ベストテン』に倣ってランキング形式で発表した。「麻美ゆま涙のリサイタル」で織井の前口上が大好評だったために生まれた企画であった。

大久保佳代子の肉食系女子のススメ
男子禁制を銘打ち、大久保とマスカッツメンバーのみで行われた企画。大久保が、恋愛に関するアンケートをもとにダメ出しを行いながら、肉食系女子になる事を勧める。

Yes!プルカワ5
プルカワ（瑠川）がスタジオ前室で悪い事をする人を見つけ、制裁を下した。マスカッツメンバーをしつこく口説く番組スタッフをキュアミントの必殺技「プリキュア・エメラルド・ソーサー」決め台詞と共にスリッパで制裁を下した。しかし、スタッフは制裁に従わないため、スリッパによる制裁がマスカッツメンバーの希崎に下る。『Yes!プリキュア5』のパロディ。

パイ寺成仏堂
マスカッツメンバーが、小木住職のもと、己の過ちをパイで成仏させようという企画。案内役に矢作小坊主、パイ役には大久保小坊主であった。

最強お立ち軍団 「ヘラクレス」
大久保師匠率いる「アサミ（小川）・ユマ（麻美）・アイカ（安藤）・キシ（希志）・アヤコ（山中）」による「ヘラクレス」のダンスが披露されていた。ジュリアナ東京の音楽に合わせ踊っていたが、その中でとにかく運動神経とリズム感は無い、でも一生懸命な子であった山中のダンスには、大久保のダメ出しが続いていた。　第27回放送ではオリジナルソング「哀愁のパンサアゲイン」を披露した。

冬の大運動会
マスカッツが紅白に分かれ、優勝賞金10万円を目指して戦った大運動会。2週にわたって放送された。

かわいい甲子園
マスカッツをチーム分けし、イニング毎のお題に沿ってかわいい表現を競う大会。可愛い＝HRで1点、可愛くない＝アウト。基本3回制で点数を多く取ったチームの勝ち。ジャッジは、毎度の事ながら小木審判の独断と偏見と贔屓で大いに左右され、レッドカードでマスカッツを強制退場させることもある。

チームメンバー ※（）内は過去のメンバー

Rioかわいいハイスクール　　　 Rio、桜木、瑠川、かすみ果、凛々果、山口、永作、（林田、原田、織井）

麻美ハツラツ女子短大付属高校　 麻美、希崎、小川、吉沢、小倉、川村、西野、栗山、（かすみり、園田）

初音かわいい水産高校 　　　　　初音、希志、山中、児玉、蒼井、安藤、里美、（一条、永瀬、横山）

スカットテレフォン
マスカッツのメンバーが悩みを抱える相談者に代わり、今一番困っている相手や気になる人物に生電話するコーナー。

マスカッツアンケート偽装緊急記者会見
3ヶ月に一度行われるマスカッツへのアンケートで疑わしい回答の真相を探る。会見中は記者（おぎやはぎ・大久保）の厳しい追及の一方、時折、質問とは関係のない野次が飛ぶ。

マスカット紅白歌合戦
『おねマス』シリーズ通算3回目となるマスカッツ全員による歌合戦。優勝チームの紅組にはトロフィーと金一封。司会は矢作と吉沢、紅組と白組主将は大久保と小木が務めた。2週にわたって放送され、最後はマスカッツ全員で「チヨコレイト」を歌った。

- 紅組：麻美、西野、小倉、山口、永作、初音、桜木、織井、児玉、横山、栗山、小川、山中、Rio　*白組：蒼井、瑠川、一条、希志、安藤、かすみり、川村、林田、永瀬、凛々果、希崎、かすみ果、園田

FM-J織井さん
DJ織井とアシスタント矢作による相談番組であった。矢作がマスカッツメンバーの匿名クレームを紹介し、織井がその問題についての考えを歌った。また、矢作が織井にプライベートについて尋ね答えていた。織井がお嬢様キャラの言い回しとは裏腹に、侮辱的かつ下劣な言葉に満ちたトークとDragon Ash、Grateful Daysの替え歌ラップを歌っていた。相談ラジオ番組のパロディー。

ミスヒゲ女コンテスト2011
マスカッツ数名がヒゲの似合う有名人に扮し、一番ヒゲが似合う女の座を掛けて争う。昨年に続き2回目。優勝者には金一封。

クイズ横山さん
小木、大久保、マスカッツメンバーで「マスカッツ1謎の多い女」横山美雪のリアクションをクイズ形式で検証したものであった。スタジオ前室にいる横山に対するドッキリ企画でもあった。

小奥（おおく）
暇を持て余す「小木の殿様」の出す無理難題に、女中（マスカッツ）達が応える。殿様を満足させれば褒美が出され（シュークリーム）、その逆の場合は恐ろしい罰（激辛ワサビ）が科される。

そうだったのか!小川あさ美の学べるニュース
全米おバカランキング第3位の小川が、自らも理解できる程度の内容で世の中のニュースを解説していく。

ラブレボリューション鬼ごっこ
天才ダンサー・山中が鬼となり、鬼ごっこをした。山中に捕まった者はスタジオの中央で山中と一緒にモーニング娘。『恋愛レボリューション21』を踊っていた。矢作を除く全出演者（マスカッツメンバー、小木、大久保）が参加した。

Yes!プルカワ漫才
プルカワ（瑠川）とプルリン（桜木）が前室で漫才を繰り広げる。プルリンがボケ、プルカワがツッコミをしていた。また、希崎がスリッパで叩かれていた時もあった（第24回・第28回放送）。オチに決め台詞「プルカワ・プルリン・ドリームアタック」（キュアドリームの必殺技「プリキュア・ドリーム・アタック」のパロディ）を叫んだ。漫才を傍らで見ていた大久保にツッコまれていた。第28回放送ではスタジオで漫才を行い、大久保とおぎやはぎにツッコまれ、漫才コンビにもかかわらず「本当は歌がやりたい」と言い出し、オリジナルソング「プルカワYES」を披露した。なお、この時には決め台詞は「プルカワ・ブルリン・キューティーアタック」になっていた。

新曲紹介コーナー
マスカッツのメンバーが新曲の利き所をわかりやすく説明していくコーナー。
恵比寿ロータリー姉妹
Rioと麻美がホステスに扮した恵比寿ロータリー姉妹が、漫才とオリジナルソングを披露した。当番組の構成作家・鈴木工務店に書かせた漫才を披露した。漫才は大久保とおぎやはぎにツッコまれていた。その後、「1曲だけ」と言い出しオリジナルソング『真夜中の2時恵比寿』を披露した。オチはプルカワ漫才と同じく希崎がスリッパで叩いていた（第29回放送）。

ひょっとこ社長
Rio扮する「ひょっとこ社長」が、新人OL（大久保、吉沢、初音、蒼井）の悩みを踊りながら答えを出すコーナー。ただし、ひょっとこ社長の答えの意味が分かる新人はいなかった。

マスよん NEWS LOVE　
希崎・Rio・織井・永作がキャスターを務め、マスカッツの近況を伝えた。日テレNEWS24（CS）・日本テレビ系列『Oha!4 NEWS LIVE』のパロディ。

栗山夢衣 亀甲縛り切断式
愛着のある亀甲縛りから紐をとって新たなる成長を祝して行われた行事、栗山も涙ながらに亀甲縛りの思い出を語った。
教えて!ケンシロウ姐さん
番組の事をよく分からない新人のために、新人教育係の永作、山口による厳しい指導が行われる。そんな中、ケンシロウ姐さん（安藤）が体を張って新人教育に奮闘する。

アッキーのチョコレートパーティー　
吉沢によるチョコレートパーティー。司会は小木と織井が司会。大好きなチョコレートの魅力を語るが、あまりに不思議な世界に観客（矢作、大久保、マスカッツメンバー）は困惑していた。吉沢はプログラムの合間にPerfume『チョコレイト・ディスコ』『ポリリズム』を踊っていた（第34回放送）。

安藤あいかのエアープロレス占い
安藤がエアープロレスを披露し、星座占いを行う。

ここがヘンだよ小林プロデューサー
マスカッツメンバーやスタッフへのアンケートをもとに、小林Pを徹底追及した。あまりにもひどい行状が次々に発覚し、罰ゲームとして真っ裸で自腹スカイダイビングをさせられる羽目になった。

びっくりアッキー
吉沢がプレゼント箱から飛び出て、ファンシーなひとことを語るコーナー。

サイダークイーンコンテスト
マスカッツメンバーがサイダーを飲み、夏らしい一言を爽やかに繰り出せるかを競ったコンテスト。夏らしくない行動（ゲップ、サイダーを吐き出す等）を取ると強制終了となった。『おねがい!!マスカット』以来3回目となる企画であった。

全国CAMP大反省会
野音コンサート成功の裏では問題が山積み、次の全国キャンプに向けて一つずつその問題を解決していこうとするコーナ―。
ダメまね王決定戦
マスカッツメンバーがモノマネをし、最も似ていないダメなモノマネをするメンバーをトーナメント方式で決めるコーナー。40点満点で採点し、似ていない程点数が高くなり、勝ち抜けとなる。矢作が見てみたいダメ真似も行われた。

モーニングパイママ　
マスカッツメンバーが眠っており、かわいく起きれないとOgi-mam（小木）Ken-boy（矢作）から顔面にパイや水を喰らわされていた。当初はOgi-mamの「かわいく起きなさい」をきっかけにスタートしていたが、第48回放送からは、Ken-boyが水風船を顔に受けた時にスタートと改められる。

矢作兼40歳サプライズお誕生会
矢作のお誕生会で「おねマス」シリーズ通算3回目のドッキリ企画である。祝ってもらうのが嫌いな矢作は、今回も沢田研二の『ス・ト・リ・ッ・パ・ー』を何度も熱唱することとなった。

マスカッツ的深夜の女子会
マスカッツ(麻美、初音、Rio、永作、川村、かすみ、希志、蒼井）と大久保が、思い出の歌を交えて忘れられない恋愛エピソードを紹介。女子会だが小木も参加。しかしそれを見ていた矢作はスタッフがこのコーナーのせいでスタジオを片付ける時間が無くなるから撤収しろと指示、居合わせていたメンバーや小木、大久保を困惑させていた。

## 番組に関するエピソード・出来事
- 第1回放送で、マスカッツOGであった蒼井、小倉、山口、川村、永作が『ちょいマス』時代からの3つの条件[2]合意（小林Pお気に入りの小倉はワンチャンスデート免除）で復帰。しかし安易な復帰を快く思わない現役マスカッツは「（番組を離れていた）6ヶ月間で成長したところを見せろ」と迫った。そこで山口は北京語でピンクレディー『サウスポー』を熱唱、霊感が強い川村は小林Pを霊視（「最近、背中に刺青した人とセックスしませんでしたか?」と指摘し的中）、永作は持ちネタ「ベッカさん」（「レベッカ」のボーカルNOKKOのモノマネ）の新曲を披露、成長アピールに成功した。一方で蒼井は「トランペットを吹く」と豪語するも全く吹けず、西野から「めんどくさい女」の烙印を押されてしまった。またマスカッツのリーダー復帰も画策した蒼井だが、激しい抵抗に遭い、結局「OGリーダー」の座に収まった。
- 同じく第1回放送で、マスカッツ2回目となるコンサートが東京と大阪で行われる事が発表された。
- 第2回放送では3rdシングル発売が発表され、翌週初披露。第7回放送ではPVが初公開された。
- 第10回放送のかわいい甲子園にて、『おねマス』シリーズ通算33打席連続ホームランだったRioが遂に初アウトを記録（ただし小木審判の判定により得点は認められる）。これにより10割バッターは吉沢1人となった。なお、5期生と復活メンバーは各チームに補充されたが、栗山のみ加入時期と収録のタイミングの都合、今大会に登場していない。
- 第13回放送では、番組で未放送だった一条のアンパンマンのものまねを生披露した。
- 第16回放送にて、小木がまたしてもマスカッツのコンサートを欠席していた事が発覚（矢作はピンの仕事のため欠席したがメッセージなどを送った）。このため『ちょいマス』最終回に続き、再度マスカッツ全員に奢る事となった。今回はスタッフも含め総勢50名分の叙々苑弁当で、支払いは82,500円に上った。なお、次回のコンサートも無断欠席の場合、銀座久兵衛の高級寿司を奢るよう約束させられた。
- 第17回放送にて番組に感謝している人がいる中、蒼井は不満を持っていた。そこで密かに蒼井を中心にDARAを結成したことが報告された。
- 第18回放送にて、4thシングル発売と3rdコンサート開催（渋谷公会堂）が発表された。CDは予定通り3月16日に発売されたが、3月19日開催予定だったコンサートは3月11日に起きた東日本大震災により中止。振替公演が7月2日に日比谷野外音楽堂へ場所を移して行われる事が決まった。
- 第26回放送にて、300人の中から選ばれた5人がマスカッツ6期生として合流。また、OG佐山にもダイエットを条件に復帰が示唆されたため、番組スタッフとリーダー麻美が面接。結果、8kg痩せたが6kgリバウンドしていたため、現在の体重から10kg痩せるまで、番組復帰は見送りとなった。
- 第28回放送にて、山口は2か月ぶりに復活した。休養の原因は盲腸だが、感涙のまま「秋桜」を熱唱した。
- 第29回放送にて、マスカッツにオファーがあり氣志團の10周年記念ライブ「極東ロックンロール・ハイスクール」（9月15日・SHIBUYA-AX）の出演決定が報告された。大の氣志團ファンである麻美は、涙ながらに喜びを爆発させた。さらに、1stアルバムの発売・5か所を巡る全国CAMP開催が決定した旨も発表された。
- 第31回放送では、『世界卓球2011』中継の為、テレビ東京での放送が午前4時20分[3]開始となった。これに伴い、タイトルコールもなく『マスよん NEWS LOVE』（日テレNEWS24・日本テレビ系列『Oha!4 NEWS LIVE』のパロディ）を番組前半で放送した[4]。
- 第35回放送にて、綾小路翔がゲスト出演。大の氣志團ファンである麻美は、土下座し喜びと敬意を表した。綾小路は、マスカッツの為に作曲しプレゼント。プロが思いつかない発想を期待し、作詞はマスカッツに委ねた。(なお、この放送回時点では音源は未公開) 曲を提供されたお礼に、メンバーそれぞれが渾身のネタを披露。
- 第38回放送にて、マスカッツ復帰の条件となる体重10kg減を目指した佐山の半年間を綴ったドキュメントを放映。佐山は停滞期を乗り越えたものの、目標の52kgには届かずダイエットは失敗に終わった。だが、同行ディレクター・村上スイカの直訴により（現体重キープの条件付きで）復帰が叶った。しかし、第50回放送において3kgリバウンドしていたことが発覚し、2週間以内に3kg減量しなかったら番組降板を求められた。
- 同じく第38回放送にて、かすみが7月2日のライブをもって卒業する事が発表された。理由は「新たな挑戦」のため。おぎやはぎ・大久保からの卒業証書授与に続き、1期生からメッセージが寄せられた（個別での卒業式が行われたのは『ちょいマス』でのKONAN以来2人目である）。
- 第41回放送にて、全国CAMP第2弾の開催が発表された。新人紹介の際に西野が自転車に乗りながら新人がころころ変わるので、メンバーにだれかやめてほしいと叫んだ。そうしなかったら丸の内で裁判を起こすと訴えた。
- 第42回放送にて、マッコイと麻美が綾小路翔を訪ねて挨拶に出向いた際、麻美は緊張してあいさつできず号泣してしまった。そのため緊張を落ち着かせるためにダンスを披露した。斎藤が手土産以外に｢他に渡せるものはないか？｣と話すと、麻美が唐突に自身が穿いていた下着らしきもの(画面上はロゴで隠し)をその場で脱ぎ綾小路に手渡したが、困惑する様子を察知し、すぐに回収し麻美に返した。
- 第46回放送にてメンバーの詞を読んだ綾小路はあまりにも過激過ぎる詞に売れないと断言し渋っていたが、総合演出のマッコイ斎藤が「メンバーたちがこういった過激な詞を使って、一生懸命に考えた末に出したものだ。もう一回考えてくれるか。」との熱意に綾小路はついに折れ、恵比寿マスカッツメンバーと綾小路自身の詞を加えることで完成した。
- 同じく第47回放送にて、アジアツアーの開催が発表された。CDのジャケット撮影と騙されて都内ホテルの会見場へ入ったマスカッツは、アジアツアー決定記者会見である事を聞かされ、驚かされる。番組内の「アンケート偽装緊急記者会見」とは違い、本物のマスコミ各社から記者が駆け付け、質問を投げかけた[5]。
- 第48回放送にて、綾小路作曲の新曲タイトルと発売日が発表され、初披露された。
- 第50回放送をもって、織井が卒業。お料理教室を開くという夢を叶えるため。（番組で卒業を公表したのは3人目)

## めちゃ×2イケてるッ!との関連性
『めちゃ×2イケてるッ!』新メンバーオーディションの参加

2010年10月9日放送・フジテレビ系『めちゃ×2イケてるッ!』（以下：『めちゃイケ』）新メンバーオーディションにRio他10名のマスカッツが参加した。本番組のファン（特にRioのファン）である濱口優は大いに喜ぶも、加藤浩次は、20年来の親友で当番組の総合演出でもあるマッコイ斎藤による番組宣伝だと抗議し、さらにはマスカッツを「よごれ」呼ばわりした。そのために斎藤は激怒し、マスカッツ10人にリンチさせた挙句に加藤と乱闘。結果、斎藤を含む11人は自己PRすらできずに退場した。 その後、オーディションの際、『めちゃイケ』宛てにマスカッツによる寄せ書きの色紙を送ったことがホームルームで発表されたその中、色紙の約1/4がRioの寄せ書きであった。Rioの話によると、「寄せ書きは次の自分のステップアップのための計算だった」と後にパイ寺成仏道で告白している。

栗山夢衣の恵比寿マスカッツ加入

栗山は『めちゃイケ』新メンバーオーディションで最終選考まで残ったが、最終的に落選した。マッコイが栗山を気に入り、「おねだりマスカットDX!」出演をオファーし、恵比寿マスカッツ5期生として加入した。本番組への出演決定が『めちゃイケ』の生放送で発表され、当番組初登場シーンは後日、『めちゃイケ』で放送された。

めちゃ２イケてるッ! 「AKB48以外だらけの大運動会」の参加

2011年9月17日放送で恵比寿マスカッツは、『めちゃ２イケてるッ!』の企画でAKB48以外のアイドルグループが集合した『めちゃイケ体育祭』に出演した。この運動会は、恵比寿マスカッツが、ゴールデンタイムのテレビ出演の成功と、アイドルグループの一つとされたことを示すものだった。

## CD

### シングル
- チヨコレイト/かわいい甲子園（2010年12月8日、ユニバーサルミュージック）
- スプリングホリデー/口ゲンカしないで♪（2011年3月16日、ユニバーサルミュージック）
- ロッポンポン☆ファンタジー（2011年10月12日、ユニバーサルミュージック）

### アルバム
- ザ マスカッツ〜ハリウッドからこんにちは〜（2011年5月25日、ユニバーサルミュージック）

## DVD
- おねだりマスカットDX! ガハハ編（2011年12月21日、ポニーキャニオン）
- マスカット冬の運動会、パイ寺成仏堂、マスカット偽装記者会見、YES プルカワ5！、小林プロデューサーへの質問、かわいい甲子園、ひょっとこ社長、小奥、エアープロレス占い、小川あさ美の学べるニュース、ヘラクレス

→特典：かわいい甲子園未公開映像
- おねだりマスカットDX! ケケケ編（2012年3月7日、ポニーキャニオン）
- マスカッツ口喧嘩王決定戦、モーニングパイママ、爽やかサイダークイーンコンテスト、小奥、メンバーによるスプリングホリデー紹介、ダメまね王決定戦、教えてケンシロウ姐さん、かわいい甲子園

→特典：スプリングホリデー、ロッポンポンファンタジースタジオ収録映像

## スタッフ
- 総合演出：マッコイ斎藤
- ナレーション： 富沢美智恵
- 構成：佐藤俊明、鈴木工務店
- CAM：秋山勇人(アキヤマ)
- VE：高木稔
- 音声：森田篤
- 照明：前田貢伺
- 美術：小林慎典
- スチール：三宅英文
- メイク：MARVEE
- スタイリスト：上野真穂
- 振り付け：R2 CREATIVE RYONRYON
- 編集：増田直人
- MA：阿世知貴彦
- 音効：石見知哉
- AP：二階堂恵(リアル二階堂ごっこ)
- 企画：鳥塚恵介
- スーパーバイザー：仁同正明、矢部純一(26回～スペシャルサンクス)
- ディレクター：村上隼人(村上スイカ）
- プロデューサー：小林岳夫
- 協力：ニユーテレス、プログレッソ、TRIBE、ザ・チューブ
- 衣装協力：*Cor　BLIMEY!、JEAN　NASSAUS　COMPANY、永島服飾株式会社
- 制作協力：SHO-GUN
- 製作：ロード・トゥ・シャングリラ、テレビ東京(配信局)

### 過去のスタッフ
- ナレーション：鈴木詔子
- アシスタントディレクター：白岩大輔
- スチール：小島マサヒロ
- 企画：古川陽介(スペシャルサンクス)
- 広報：稲葉幸寛(26回～28回、31回～スペシャルサンクス)
- 協力：badaboou!
- 衣装協力：3分の4（three fourteen)

## 放送局
| 放送地域       | 放送局           | 系列           | 放送日時           | 放送開始日     | 備考       |
| -------------- | ---------------- | -------------- | ------------------ | -------------- | ---------- |
| 関東広域圏     | テレビ東京       | テレビ東京系列 | 水曜 26:20 - 26:50 | 2010年10月6日  | 番組配信局 |
| 北海道         | テレビ北海道     | テレビ東京系列 | 火曜 25:30 - 26:00 | 2010年10月19日 | 13日遅れ   |
| 愛知県         | テレビ愛知       | テレビ東京系列 | 土曜 25:50 - 26:20 | 2010年10月24日 | 31日遅れ   |
| 大阪府         | テレビ大阪       | テレビ東京系列 | 水曜 26:15 - 26:45 | 2010年10月13日 | 7日遅れ    |
| 岡山県・香川県 | テレビせとうち   | テレビ東京系列 | 土曜 26:05 - 26:35 | 2010年10月30日 | 38日遅れ   |
| 福岡県         | TVQ九州放送      | テレビ東京系列 | 土曜 25:40 - 26:10 | 2011年1月15日  | 101日遅れ  |
| 新潟県         | テレビ新潟放送網 | 日本テレビ系列 | 月曜 25:29 - 25:59 | 2010年11月8日  | 47日遅れ   |
| 静岡県         | 静岡第一テレビ   | 日本テレビ系列 | 土曜 26:00 - 26:30 | 2010年11月6日  | 59日遅れ   |
| 福島県         | テレビユー福島   | TBS系列        | 金曜 25:25 - 25:55 | 2010年12月16日 | 93日遅れ   |
| 島根県・鳥取県 | 山陰放送         | TBS系列        | 火曜 25:30 - 26:00 | 2011年1月18日  | 104日遅れ  |
| 長野県         | 長野放送         | フジテレビ系列 | 金曜 25:35 - 26:05 | 2010年10月8日  | 2日遅れ    |
| 石川県         | 石川テレビ放送   | フジテレビ系列 | 金曜 26:30 - 27:00 | 2010年10月12日 | 9日遅れ    |
| 愛媛県         | テレビ愛媛       | フジテレビ系列 | 月曜 24:35 - 25:05 | 2010年10月18日 | 19日遅れ   |
| 熊本県         | テレビ熊本       | フジテレビ系列 | 火曜 26:00 - 26:30 | 2010年11月30日 | 62日遅れ   |
| 鹿児島県       | 鹿児島テレビ放送 | フジテレビ系列 | 土曜 25:05 - 25:35 | 2010年10月16日 | 17日遅れ   |
| 岐阜県         | 岐阜放送         | 独立系         | 水曜 25:15 - 25:45 | 2010年10月12日 | 29日遅れ   |
| 滋賀県         | びわ湖放送       | 独立系         | 木曜 25:20 - 25:50 | 2010年11月4日  | 29日遅れ   |
| 奈良県         | 奈良テレビ放送   | 独立系         | 水曜 25:00 - 25:30 | 2010年10月13日 | 7日遅れ    |
| 和歌山県       | テレビ和歌山     | 独立系         | 日曜 25:25 - 25:55 | 2011年5月8日   | 207日遅れ  |

- 2010年11月3日、2010年の日本シリーズ第4戦の放送時間延長により、テレビ東京（第5回）で90分、テレビ大阪・奈良テレビ（第4回）では30分遅れで放送された。
- 2010年11月6日、日本シリーズ第6戦は日本シリーズ史上最長時間試合となり、試合終了まで放送したフジテレビ系列では、以降の番組が3時間10分遅れとなった。そのため、鹿児島テレビでは第5回放送が翌週に延期され、遅れ日数が10日に膨らんだ。
- 年末年始の特別編成により、石川テレビでは第13、14回を放送せず、第12回の翌週に第15回を放送。また、多くのネット局では、遅れが1週膨らむなどの影響が出た。
- 3月11日に起きた東日本大震災により、大多数のネット局で1週休止の措置が取られた。テレビせとうちでも1週休止となったが、これは震災前から決定していた。
- 石川テレビは、2011年3月28日以前には火曜 26:15 - 26:45に6日遅れで放送していた。
- テレビせとうちなど一部の局では、『世界卓球2011』の放送に伴う特別編成のため、1週休止の措置が取られた。